# Madre di Cecilia
La madre di Cecilia è un personaggio immaginario presente ne I promessi sposi, romanzo di Alessandro Manzoni.
Compare nel capitolo XXXIV, considerato come uno degli episodi più toccanti del romanzo.

## Antefatto
Renzo Tramaglino giunge a Milano per cercare di raggiungere la sua amata Lucia Mondella. La città è in pieno caos, a causa della peste. Circolano per le strade alcuni monatti, incaricati di recuperare le salme dei defunti. Ed è proprio in questo frangente che compare in scena una giovane donna che tiene in braccio il cadavere della figlia. Costei è la madre di Cecilia.

## Descrizione
(A.Manzoni, I Promessi Sposi, cap. XXXIV)
La madre di Cecilia, di giovane età, risulta sconvolta dalla morte della propria figlia e ciò lo si evince dai suoi tratti fisici ormai trasandati. Il critico Cesare Angelini sottolinea come lo scrittore voglia mettere in risalto la bellezza della donna comparandola con quella della regione lombarda, afflitte entrambe dalla situazione di pestilenza. 
(A.Manzoni, I Promessi Sposi, cap. XXXIV)
La madre sa che è giunto il momento di salutare la giovane figlia ma, prima di lasciarla andare, vuole che sia lei a darle l'ultimo saluto. Con un atteggiamento quasi scontroso, pone il corpo della fanciulla sul carro. La bacia e si rivolge per l'ultima volta a Cecilia con una dei passi più toccanti dell'intero romanzo: 
(A.Manzoni, I Promessi Sposi, cap. XXXIV)
Manzoni introduce il nome della povera defunta per la prima volta. Lo fa proprio nel momento culmine, quando la madre predice la sua stessa morte e di altri cari. La donna non sembra provare paura, semmai si augura di raggiungere presto la sua amata creatura e di ricongiungersi insieme. 

## Il fatto storico
Federico Borromeo, nel suo De pestilentia, riporta il seguente avvenimento. Manzoni lo riprende, aggiungendo un nome fittizio alla giovane creatura morta. Accentua il pathos descrivendo minuziosamente il momento dell'addio. 

## Altri media
L'episodio è stato ripreso in campo artistico da numerosi pittori, fra cui Renato Guttuso. 
Nella serie Rai de I promessi sposi , il ruolo della madre è affidato a Laura Lattuada. 